# Al-Hamra torony
Az Al-Hamra torony (arabul: برج الحمراء, „Vörös torony”,  angolul: Al Hamra Tower) egy felhőkarcoló a kuvaiti Kuvaitvárosban, amelyet a Skidmore, Owings and Merrill építészeti cég tervezett. A torony 2011-es befejezésével Kuvait legmagasabb épületévé vált 412,6 méteres magasságával. Ez a legmagasabb csavart torony a világon.
A torony 195 000 m² területű kereskedelmi és irodatérrel rendelkezik. Az épület egy 23 000 m² területű, ötemeletes kiskereskedelmi bevásárlóközponttal van egybeépítve, valamint magában foglal egy integrált színházkomplexumot és egy 11 emeletes parkolót. A torony egy 18 000 m² területű telken épült.
Az Al-Hamra torony 70. emeletéig irodahelyiségeket, a tetőtérben éttermet és gyógyfürdőt alakítottak ki. A bevásárlóközpontban 10 mozikomplexumot alakítottak ki IMAX térhatású filmek vetítésére.
A tornyot a Turner Construction cég építette meg.
A torony 2011-ben nyílt meg.

## Felhasznált anyagok
- 195 000 m³ beton
- 38 000 tonna betonacél
- 6000 tonna szerkezeti acél